# Bülow
Para el municipio de Mecklemburgo-Pomerania Occidental, véase Bülow (municipio)

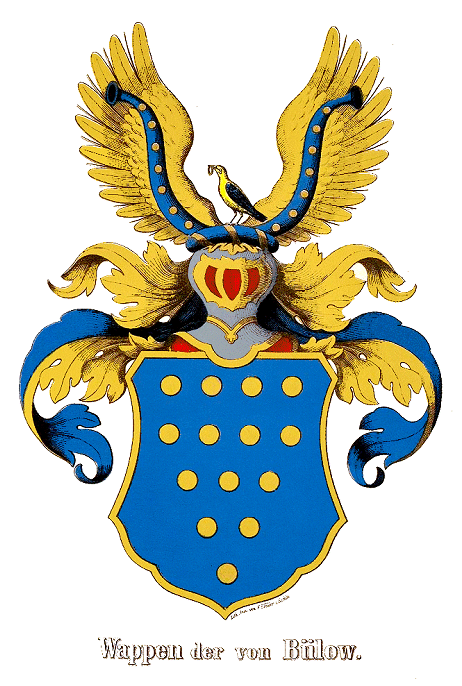
Escudo familiar.

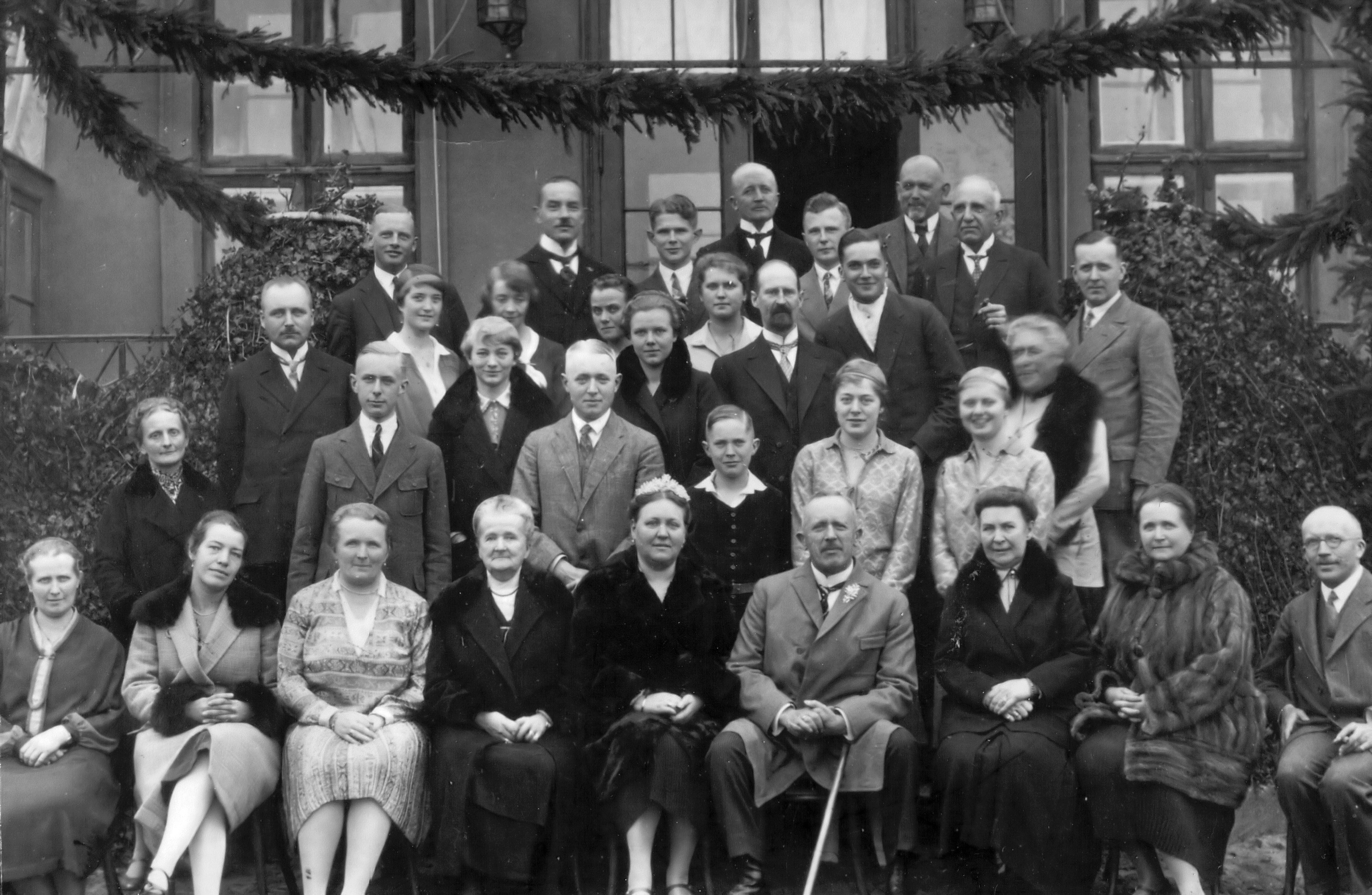
Otto von Bülow y familia, 1928.

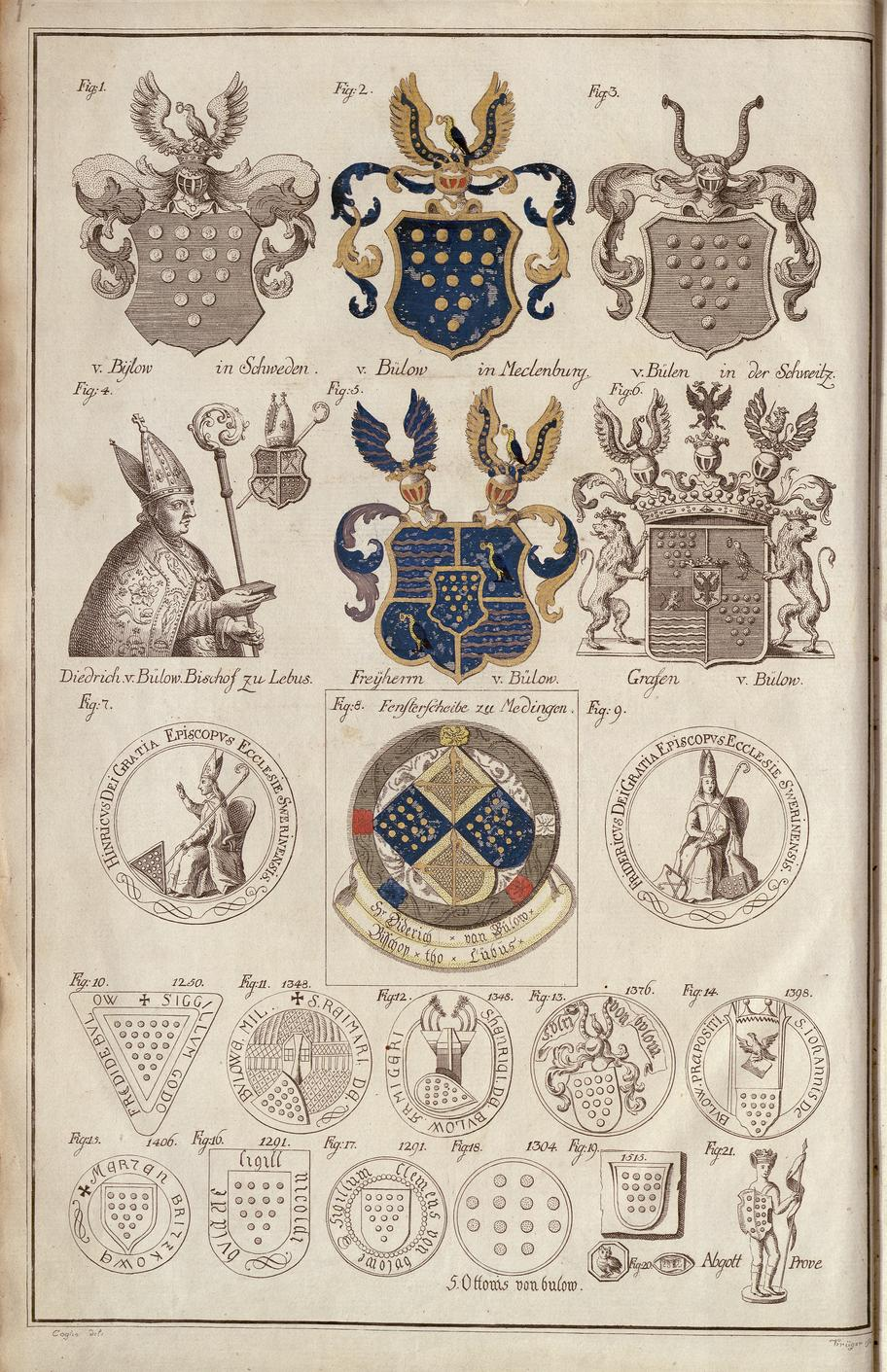

Bülow es el nombre de una familia noble germano-danesa con títulos de 
Barón (Freiherr) o Príncipe (Fürst) originada en 1229 por el caballero Gottfried von Bülow (Godofridus de Bulowe).
Algunas personalidades con el apellido Bülow o su acepción noble "von Bülow":
- Gottfried I. von Bülow/Gottfried von Schwerin († 1314), obispo de Schwerin.
- Ludolf von Bülow († 1339), obispo de Schwerin.
- Conde Hans von Bülow (1774-1825), funcionario del Estado alemán, presidente de Silesia.
- Friedrich Wilhelm von Bülow (1755-1816), general prusiano.
- Dietrich Heinrich von Bülow (1757-1807), (a.k.a. Heinrich Dietrich Bülow), oficial prusiano, teórico militar, su hermano.
- Frederik Rubeck Henrik Bülow, general danés.
- Eduard von Bülow (1803-1853), novelista y poeta alemán, padre del director Hans von Bülow.
- Bernhard Ernst von Bülow (1815-1879), estadista, secretario de Asuntos exteriores.
- Bernhard von Bülow (1849-1929), Canciller del Imperio Alemán de 1900 a 1909, su hijo.
- Hans von Bülow (1830-1894), pianista, director de orquesta y compositor, casado con Cósima Liszt.
  - Daniela von Bülow (Daniela Senta von Bülow Liszt) (Berlín, 1860 - Bayreuth, 1940), primera hija del director Hans von Bülow y Cósima Liszt
  - Blandine von Bülow (1863-1941), hija del director de orquesta Hans von Bülow y Cósima Liszt.
- Heinrich von Bülow.
- Karl von Bülow (1846-1921), general alemán en la Primera Guerra Mundial.
- Babette von Bülow (1850-1927), escritora alemana.
- Hugo von Bülow.
  - Frieda von Bülow (1858-1909).
  - Margarethe von Bülow (1860-1884).
- Franz Joseph von Bülow (1861-1915), autor, teniente del ejército alemán y activista homosexual.
- Carl Ulrich von Bülow (1862-1914), mayor general.
- William J. Bulow (1869-1960), senador norteamericano de Dakota del Sur.
- Werner von Bülow (1870-1947), Gran Maestre del grupo ocultista Edda-Gesselschaft.
- Otto von Bülow (1911-2006), comandante de submarinos alemán durante la Segunda Guerra Mundial.
- Vicco von Bülow (1923-2011) (Loriot), humorista alemán.
- Claus von Bülow (1926-2019), aristócrata inglés (ver Reversal of Fortune).
- Sunny von Bülow (Martha Sharp Crawford) (1932-2008), esposa estadounidense de Claus von Bülow, acusado de intento de asesinarla.
- Andreas von Bülow (1937-), exmiembro del parlamento alemán, autor de la conspiración del 9/11.
- Brigitte von Bülow, compositor.
- Sebastian von Bülow (1963-), escritor sueco de libros para niños.
- Marco Bülow (1971-), político alemán.
- Johann von Bülow (1972-), actor alemán, nacido en Múnich.